# Estadio Sausalito
El Sausalito es un estadio de fútbol ubicado en la ciudad de Viña del Mar, en el Gran Valparaíso, Chile, cercano a la Laguna Sausalito. En este recinto juega de local Everton, y su propietario y operador es la Municipalidad de Viña del Mar.
El Sausalito, inicialmente llamado Parque Municipal Población Vergara y posteriormente bautizado como el Tranque, quedó terminado para el año 1929 bajo la administración de don Gastón Hamel de Souza, alcalde por 3 períodos de la ciudad. El partido inaugural fue el 8 de septiembre de 1929, y enfrentó a Santiago Wanderers contra Unión Española. Fue sede de la Copa Mundial de Fútbol de 1962 y la Copa América de 1991 y 2015.

## Historia
La Junta Pro Balneario de la Ilustre Municipalidad de Viña del Mar, presidida por el alcalde de la época Gastón Hamel de Sousa, en marzo de 1929 adquirió a la Sociedad Población Vergara la propiedad de 130 hectáreas, que incluía una gran laguna, un jardín, criadero de plantas y un terreno amplio, donde se proyectó más tarde la construcción de la cancha de deportes, un velódromo, tribunas, restaurante y un pabellón para los deportistas, incluso se planeó albergar ahí un jardín zoológico.
Seis meses más tarde, el 8 de septiembre se inauguró el Estadio El Tranque con el partido de Santiago Wanderers y la Unión Deportiva Española de Santiago, obteniendo el triunfo el equipo local.
En la década de 1960 su nombre cambia producto de la firma del convenio de ciudades hermanas con la localidad norteamericana de Sausalito y en 1962 mientras era alcalde Gustavo Lorca Rojas, se gestionó a través del parlamento y del ejecutivo la aprobación de la Ley N.º 13.364, que otorgaba una serie de recursos de adelanto para la ciudad, la que permitió remodelar y ampliar el estadio a 26.144 localidades, más acomodaciones para los medios de comunicación.
El Estadio Sausalito está junto a una laguna que posee una superficie de ocho hectáreas, acumula 400 mil metros cúbicos de agua y vacía por rebalse a través de los cauces que llegan hasta el estero Marga Marga.
Desde su inmigración en 1943, -incluso años antes cuando la liga local se jugaba en las canchas del Gran Valparaíso- es la sede del Everton de Viña del Mar, fiel escudero de la ciudad y orgulloso representante de la identidad viñamarina.

## Características

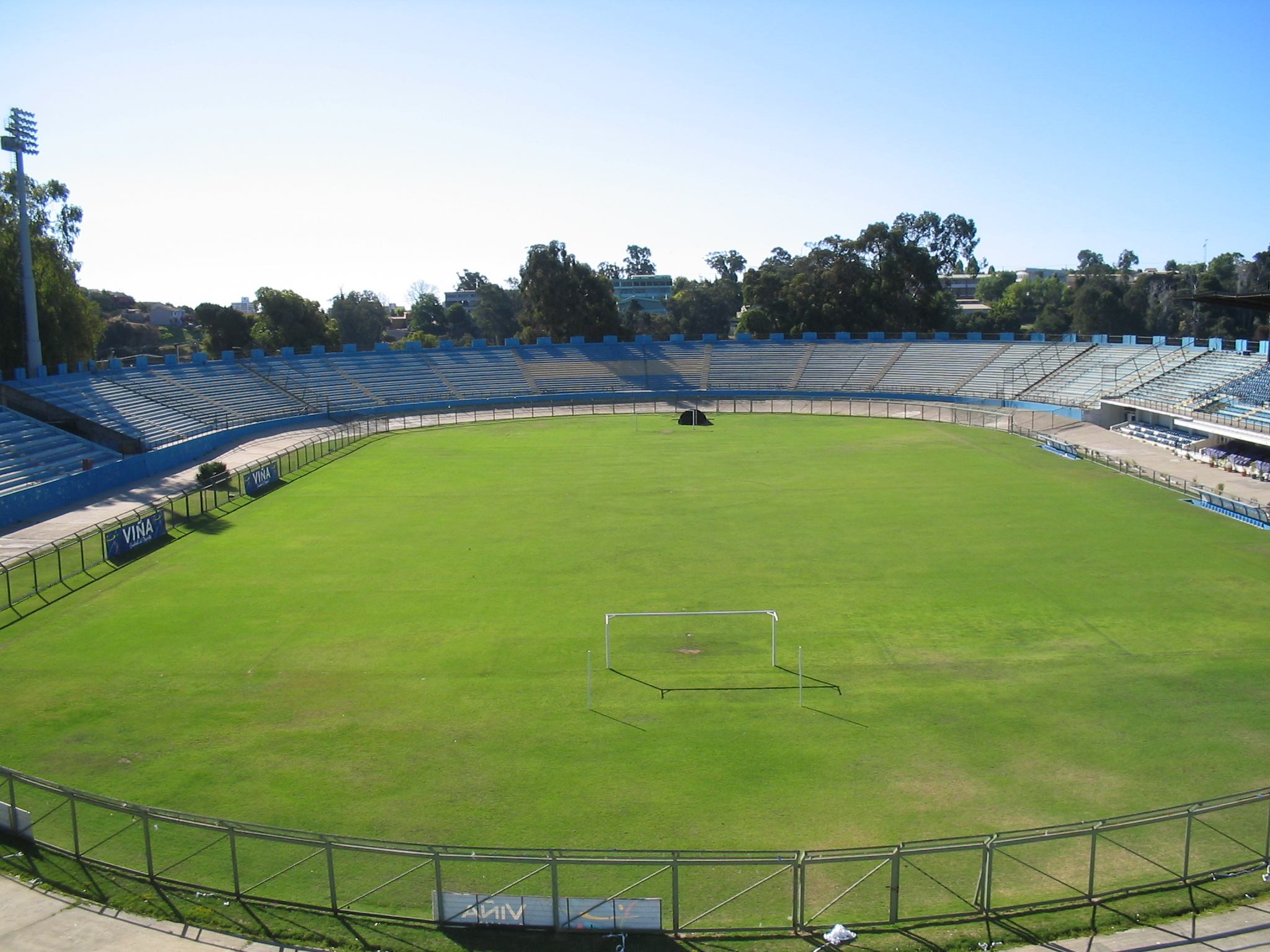
Estadio Sausalito desde la galería cerro antes de su remodelación.

Oficialmente, el Estadio Sausalito tenía una capacidad de 18.000 espectadores, cifra que en muchos encuentros futbolísticos se vio sobrepasada en varios miles. En la campaña de 1976, por ejemplo, más de 30 000 personas asistieron al partido entre Everton y Colo-Colo.Tras el terremoto de febrero de 2010, el coliseo sufrió importantes daños en su galería sur, sector “Laguna”, que mermaron su capacidad; reduciéndola a 8000 espectadores.[cita requerida] En el año 2015, se completó una importante remodelación que dejó la capacidad del estadio en 18.001 espectadores. Las dimensiones del campo de juego son de 105 metros de largo por 68 de ancho.[cita requerida] Gracias a su privilegiada ubicación, y a las agradables condiciones climáticas de la zona, el Estadio Sausalito es uno de los centros deportivos con el mejor césped del país.[cita requerida]
Se encuentra a pocos minutos del centro de Viña del Mar, y posee una buena iluminación que permite encuentros deportivos nocturnos. En ocasiones, en los que la capacidad del complejo ha sido rebasada, el cerro cercano es un lugar elevado e ideal para seguir la actividad, pues desde allí se tiene una vista incomparable del estadio. Buses urbanos circulan muy cerca, también poseyendo un estacionamiento propio y un sitio turístico al margen de la Laguna Sausalito; donde se puede visitar algunos restaurantes y disfrutar del agradable ambiente.
Cabe señalar que es el único recinto deportivo donde un equipo de la región pudo obtener su título de primera división. Es el caso de Everton, en el Torneo Apertura 2008 frente a Colo-Colo, cuando lo derrotó por 3 goles a 0.[cita requerida]

## Remodelación
El 19 de julio de 2012, el presidente de la república Sebastián Piñera, anunció la remodelación de varios estadios para la realización de Copa América 2015, y Copa Mundial de Fútbol Sub-17 2015; puesto que la ANFP escogió a Viña del Mar como una de las ciudades que sería sede de dichos eventos deportivos. Luego de una serie de contratiempos, el estadio volvió a abrir sus puertas completamente remodelado el 3 de junio de 2015. El aforo del estadio pasó a ser de 18 002 espectadores, y se mejoraron muchos elementos de la infraestructura. Por ejemplo, ahora cuenta con 735 m² de baños públicos, 200 m² de snacks y 94,5 m² de sala de conferencias.[cita requerida]

## Eventos deportivos

### Copa Mundial de Fútbol de 1962
En la ciudad jardín se disputaron todos los partidos del Grupo C (compuesto por Brasil, España, México y Checoslovaquia), un partido de los cuartos de final (Brasil v/s Inglaterra) y una semifinal (Checoslovaquia v/s Yugoslavia).

#### Primera fase
| 30 de mayo de 1962, 15:00 | Brasil                 | 2:0 (0:0) | México | Estadio Sausalito, Viña del Mar                                      |                                                                      |
|                           | Zagallo 56' · Pelé 73' | Reporte   |        | Asistencia: 10.484 espectadores Árbitro(s): Gottfried Dienst (Suiza) | Asistencia: 10.484 espectadores Árbitro(s): Gottfried Dienst (Suiza) |

| 31 de mayo de 1962, 15:00 | Checoslovaquia | 1:0 (0:0) | España | Estadio Sausalito, Viña del Mar                                          |                                                                          |
|                           | Stibranyi 80'  | Reporte   |        | Asistencia: 12.700 espectadores Árbitro(s): Carl Erich Steiner (Austria) | Asistencia: 12.700 espectadores Árbitro(s): Carl Erich Steiner (Austria) |

| 2 de junio de 1962, 15:00 | Brasil | 0:0     | Checoslovaquia | Estadio Sausalito, Viña del Mar                                       |                                                                       |
|                           |        | Reporte |                | Asistencia: 14.903 espectadores Árbitro(s): Pierre Schwinte (Francia) | Asistencia: 14.903 espectadores Árbitro(s): Pierre Schwinte (Francia) |

| 3 de junio de 1962, 15:00 | España    | 1:0 (0:0) | México | Estadio Sausalito, Viña del Mar                                         |                                                                         |
|                           | Peiró 90' | Reporte   |        | Asistencia: 11.875 espectadores Árbitro(s): Branko Tesanic (Yugoslavia) | Asistencia: 11.875 espectadores Árbitro(s): Branko Tesanic (Yugoslavia) |

| 6 de junio de 1962, 15:00 | Brasil            | 2:1 (0:1) | España       | Estadio Sausalito, Viña del Mar                                       |                                                                       |
|                           | Amarildo 72', 86' | Reporte   | Adelardo 35' | Asistencia: 18.715 espectadores Árbitro(s): Sergio Bustamante (Chile) | Asistencia: 18.715 espectadores Árbitro(s): Sergio Bustamante (Chile) |

| 7 de junio de 1962, 15:00 | México                                           | 3:1 (2:1) | Checoslovaquia | Estadio Sausalito, Viña del Mar                                      |                                                                      |
|                           | Díaz 12' · Del Águila 29' · Hernández 90' (pen.) | Reporte   | Masek 15'      | Asistencia: 10.648 espectadores Árbitro(s): Gottfried Dienst (Suiza) | Asistencia: 10.648 espectadores Árbitro(s): Gottfried Dienst (Suiza) |

#### Cuartos de final
| 10 de junio de 1962, 14:30 | Brasil                        | 3:1 (1:1) | Inglaterra   | Estadio Sausalito, Viña del Mar                                       |                                                                       |
|                            | Garrincha 31', 59' · Vavá 53' | Reporte   | Hitchens 38' | Asistencia: 17.736 espectadores Árbitro(s): Pierre Schwinte (Francia) | Asistencia: 17.736 espectadores Árbitro(s): Pierre Schwinte (Francia) |

#### Semifinal
| 13 de junio de 1962, 14:30 | Checoslovaquia                        | 3:1 (0:0) | Yugoslavia   | Estadio Sausalito, Viña del Mar                                     |                                                                     |
|                            | Kadraba 48' · Scherer 80', 84' (pen.) | Reporte   | Jerković 69' | Asistencia: 5.890 espectadores Árbitro(s): Gottfried Dienst (Suiza) | Asistencia: 5.890 espectadores Árbitro(s): Gottfried Dienst (Suiza) |

### Copa América 1991
Se disputaron ocho partidos del Grupo B (compuesto por Brasil, Colombia, Uruguay, Ecuador y Bolivia).
| 9 de julio de 1991 | Uruguay    | 1:1 (0:1) | Ecuador           | Estadio Sausalito, Viña del Mar   |                                   |
|                    | Castro 73' |           | Alex Aguinaga 36' | Árbitro(s): Gastón Castro (Chile) | Árbitro(s): Gastón Castro (Chile) |

| 9 de julio de 1991 | Brasil                      | 2:1 (1:0) | Bolivia            | Estadio Sausalito, Viña del Mar |                                 |
|                    | Neto 5' (pen.) · Branco 47' |           | Sánchez 89' (pen.) | Árbitro(s): José Ramírez (Perú) | Árbitro(s): José Ramírez (Perú) |

| 11 de julio de 1991 | Colombia | 0:0 (0:0) | Bolivia | Estadio Sausalito, Viña del Mar          |  |
|                     |          |           |         | Árbitro(s): Francisco Farías (Venezuela) |  |

| 11 de julio de 1991 | Brasil         | 1:1 (1:0) | Uruguay    | Estadio Sausalito, Viña del Mar             |                                             |
|                     | João Paulo 29' |           | Méndez 66' | Árbitro(s): Juan Carlos Loustau (Argentina) | Árbitro(s): Juan Carlos Loustau (Argentina) |

| 13 de julio de 1991 | Ecuador                                             | 4:0 (2:0) | Bolivia | Estadio Sausalito, Viña del Mar   |                                   |
|                     | Aguinaga 32' · Avilés 42', 73' · Ramírez 80' (pen.) |           |         | Árbitro(s): Gastón Castro (Chile) | Árbitro(s): Gastón Castro (Chile) |

| 13 de julio de 1991 | Colombia                   | 2:0 (1:0) | Brasil | Estadio Sausalito, Viña del Mar      |                                      |
|                     | De Ávila 35' · Iguarán 66' |           |        | Árbitro(s): Carlos Maciel (Paraguay) | Árbitro(s): Carlos Maciel (Paraguay) |

| 15 de julio de 1991 | Uruguay    | 1:0 (1:0) | Colombia | Estadio Sausalito, Viña del Mar             |                                             |
|                     | Méndez 19' |           |          | Árbitro(s): Juan Carlos Loustau (Argentina) | Árbitro(s): Juan Carlos Loustau (Argentina) |

| 15 de julio de 1991 | Brasil                                                | 3:1 (1:1) | Ecuador   | Estadio Sausalito, Viña del Mar                      |                                                      |
|                     | Mazinho II 8' · Marcio Santos 54' · Luiz Henrique 89' |           | Muñoz 12' | Árbitro(s): Juan Francisco Escobar Valdez (Paraguay) | Árbitro(s): Juan Francisco Escobar Valdez (Paraguay) |

### Copa América 2015

#### Grupo A
| 12 de junio de 2015, 20:30 | México | 0:0     | Bolivia | Estadio Sausalito, Viña del Mar                             |                                                             |
|                            |        | Reporte |         | Asistencia: 14.987 espectadores Árbitro(s): Enrique Cáceres | Asistencia: 14.987 espectadores Árbitro(s): Enrique Cáceres |

#### Grupo B
| 20 de junio de 2015, 18:30 | Argentina   | 1:0 (1:0) | Jamaica | Estadio Sausalito, Viña del Mar                            |                                                            |
|                            | Higuaín 11' | Reporte   |         | Asistencia: 21.083 espectadores Árbitro(s): Julio Bascuñán | Asistencia: 21.083 espectadores Árbitro(s): Julio Bascuñán |

#### Cuartos de final
| 26 de junio de 2015, 20:30 | Argentina                                                | 0:0 (5:4 p.)               | Colombia                                                               | Estadio Sausalito, Viña del Mar                            |                                                            |
|                            |                                                          | Reporte                    |                                                                        | Asistencia: 21.508 espectadores Árbitro(s): Roberto García | Asistencia: 21.508 espectadores Árbitro(s): Roberto García |
|                            |                                                          | Tiros desde el punto penal |                                                                        |                                                            |                                                            |
|                            | Messi · Garay · Banega · Lavezzi · Biglia · Rojo · Tévez |                            | J. Rodríguez · Falcao · Cuadrado · Muriel · Cardona · Zúñiga · Murillo |                                                            |                                                            |

### Copa Mundial de Fútbol Sub-17 de 2015

#### Grupo A
| 20 de octubre de 2015, 17:00 | Estados Unidos            | 2:2 (2:0) | Croacia                  | Estadio Sausalito, Viña del Mar                             |                                                             |
|                              | Pulisic 20' · Vázquez 40' | Reporte   | Majić 65' · Ivanušec 77' | Asistencia: 21.893 espectadores Árbitro(s): Enrique Cáceres | Asistencia: 21.893 espectadores Árbitro(s): Enrique Cáceres |

| 20 de octubre de 2015, 20:00 | Chile       | 1:5 (0:2) | Nigeria                                                        | Estadio Sausalito, Viña del Mar                          |                                                          |
|                              | Allende 81' | Reporte   | Chukwueze 1' 61' · Nwakali 17' (pen.) · Osimhen 66' (pen.) 86' | Asistencia: 21.893 espectadores Árbitro(s): Ruddy Buquet | Asistencia: 21.893 espectadores Árbitro(s): Ruddy Buquet |

| 23 de octubre de 2015, 20:00 | Estados Unidos | 1:4 (1:1) | Chile                                             | Estadio Sausalito, Viña del Mar                       |                                                       |
|                              | Vazquez 10'    | Reporte   | Allende 20' · Mazuela 52' · Jara 86' · Moya 90+3' | Asistencia: 19.321 espectadores Árbitro(s): Matej Jug | Asistencia: 19.321 espectadores Árbitro(s): Matej Jug |

#### Grupo B
| 23 de octubre de 2015, 17:00 | Guinea    | 1:3 (0:2) | Brasil                                        | Estadio Sausalito, Viña del Mar                           |                                                           |
|                              | Sylla 83' | Reporte   | Lincoln 15' (pen.) · Leandro 33' · Arthur 67' | Asistencia: 19.321 espectadores Árbitro(s): Deniz Aytekin | Asistencia: 19.321 espectadores Árbitro(s): Deniz Aytekin |

#### Octavos de final
| 28 de octubre de 2015, 17:00 | Brasil                              | 1:0 (0:0) | Nueva Zelanda | Estadio Sausalito, Viña del Mar                            |                                                            |
|                              | Luis Henrique Farinhas 90+6' (pen.) | Reporte   |               | Asistencia: 4.265 espectadores Árbitro(s): Mohd Bin Yaacob | Asistencia: 4.265 espectadores Árbitro(s): Mohd Bin Yaacob |

| 28 de octubre de 2015, 20:00 | Nigeria                                                               | 6:0 (2:0) | Australia | Estadio Sausalito, Viña del Mar                          |                                                          |
|                              | Osimhen 22' 73' 79' · Nwakali 25' (pen.) · Essien 86' · Chukwueze 88' | Reporte   |           | Asistencia: 4.265 espectadores Árbitro(s): Roberto Tobar | Asistencia: 4.265 espectadores Árbitro(s): Roberto Tobar |

#### Cuartos de final
| 1 de noviembre de 2015, 16:00 | Brasil | 0:3 (0:3) | Nigeria                                 | Estadio Sausalito, Viña del Mar                      |                                                      |
|                               |        | Reporte   | Osimhen 29' · Michael 30' · Anumudu 34' | Asistencia: 5.880 espectadores Árbitro(s): Matej Jug | Asistencia: 5.880 espectadores Árbitro(s): Matej Jug |

#### Tercer puesto
| 8 de noviembre de 2015, 16:00 | Bélgica                                 | 3:2 (0:0) | México                  | Estadio Sausalito, Viña del Mar                                   |                                                                   |
|                               | Van Vaerenbergh 54' · Vanzeir 74' 90+3' | Reporte   | Marín 57' · Venegas 89' | Asistencia: 15.235 espectadores Árbitro(s): Abdulrahman Al Jassim | Asistencia: 15.235 espectadores Árbitro(s): Abdulrahman Al Jassim |

#### Final
| 8 de noviembre de 2015, 19:00 | Malí | 0:2 (0:0) | Nigeria                    | Estadio Sausalito, Viña del Mar                            |                                                            |
|                               |      | Reporte   | Osimhen 56' · Bamgboye 59' | Asistencia: 15.235 espectadores Árbitro(s): Michael Oliver | Asistencia: 15.235 espectadores Árbitro(s): Michael Oliver |

### Juegos Panamericanos Sub-23 de 2023

#### Grupo A
| 23 de octubre de 2023, 15:00 | Uruguay       | 1:0 (1:0) | República Dominicana | Estadio Sausalito, Viña del Mar |                        |
|                              | Rodríguez 35' | Reporte   |                      | Árbitro(s): Juan López          | Árbitro(s): Juan López |

| 23 de octubre de 2023, 20:00 | Chile        | 1:0 (1:0) | México | Estadio Sausalito, Viña del Mar |                          |
|                              | Guerrero 28' | Reporte   |        | Árbitro(s): Bryan Loayza        | Árbitro(s): Bryan Loayza |

| 29 de octubre de 2023, 18:00 | Chile | vs. | República Dominicana | Estadio Sausalito, Viña del Mar |  |
|                              |       |     |                      | Árbitro(s):                     |  |

#### Grupo B
| 26 de octubre de 2023, 15:00 | Estados Unidos              | 2:1 (0:1) | Honduras   | Estadio Sausalito, Viña del Mar |                            |
|                              | Leyva 72' · Ku-DiPietro 90' | Reporte   | García 19' | Árbitro(s): Manuel Vergara      | Árbitro(s): Manuel Vergara |

| 26 de octubre de 2023, 20:00 | Brasil | vs.     | Colombia | Estadio Sausalito, Viña del Mar |                         |
|                              |        | Reporte |          | Árbitro(s): José Burgos         | Árbitro(s): José Burgos |

| 29 de octubre de 2023, 13:00 | Brasil | vs. | Honduras | Estadio Sausalito, Viña del Mar |  |
|                              |        |     |          | Árbitro(s):                     |  |

## Eventos musicales

### Conciertos
| Fecha                    | Artista o banda                                                             | Notas                     |
| ------------------------ | --------------------------------------------------------------------------- | ------------------------- |
| 21 de enero de 1988      | Charly García Enanitos Verdes Los Prisioneros                               | Festival 24 horas de rock |
| 23 de enero de 1996      | Page & Plant The Black Crowes                                               | No Quarter Tour           |
| 10 de febrero de 1996    | Soda Stereo                                                                 | Gira Sueño Stereo         |
| 27 y 28 de enero de 2000 | Chayanne                                                                    | Atado a tu amor Tour      |
| 16 de enero de 2001      | Ráfaga                                                                      | —                         |
| 19 de enero de 2002      | Los Fabulosos Cadillacs Chancho en Piedra Mamma Soul                        | —                         |
| 3 de febrero de 2007     | Babasónicos Plastilina Mosh Calle 13 Sinergia Difuntos Correa Gonzalo Yáñez | Crush Power Music 2007    |
| 18 de febrero de 2007    | RBD Diego Boneta                                                            | Tour Generación 2006      |
| 1 de febrero de 2023     | Backstreet Boys                                                             | DNA World Tour            |

## Reconocimientos

### Estadios mundialistas
El estadio se encuentra entre los diez escenarios vigentes de América del Sur con más partidos recibidos de la Copa del Mundo.
| N.º | Estadio                  | Ubicación                | Ediciones  | Partidos mundialistas | Propietario                             |
| --- | ------------------------ | ------------------------ | ---------- | --------------------- | --------------------------------------- |
| 1°  | Maracaná                 | Río de Janeiro, Brasil   | 1950, 2014 | 15                    | Estado de Río de Janeiro                |
| 2°  | Centenario               | Montevideo, Uruguay      | 1930       | 10                    | Intendencia de Montevideo               |
| 2°  | Julio Martínez Prádanos  | Santiago de Chile, Chile | 1962       | 10                    | Instituto Nacional de Deportes de Chile |
| 4°  | Antonio Vespucio Liberti | Buenos Aires, Argentina  | 1978       | 9                     | Club Atlético River Plate               |
| 5°  | Sausalito                | Viña del Mar, Chile      | 1962       | 8                     | Ilustre Municipalidad de Viña del Mar   |
| 5°  | Mario Alberto Kempes     | Córdoba, Argentina       | 1978       | 8                     | Provincia de Córdoba                    |
| 7°  | Carlos Dittborn          | Arica, Chile             | 1962       | 7                     | Club Deportivo San Marcos de Arica      |
| 7°  | El Teniente              | Rancagua, Chile          | 1962       | 7                     | Codelco                                 |
| 7°  | Mané Garrincha           | Brasilia, Brasil         | 2014       | 7                     | Distrito Federal                        |
| 10° | Gran Parque Central      | Montevideo, Uruguay      | 1930       | 6                     | Club Nacional de Football               |